# Idolina Landolfi
Maria Idolina Landolfi (Roma, 19 de mayo de 1958 – Florencia, 27 de junio de 2008) fue una escritora, traductora y crítica literaria italiana.

## Biografía
Era hija del también escritor Tommaso Landolfi, de cuya obra fue la principal conservadora/promotora  siendo fundadora/presidenta del Centro de Estudios Landolfianos en 1996. Como su padre, estudió filología en Florencia.
Vivió entre París e Italia siendo colaboradora habitual de publicaciones como La Stampa o la Repubblica. 
Al fallecer donó su biblioteca personal a la Biblioteca Umanistia di Siena.

## Obra
- con Ester Pes, Attacchi d'amore, 1996
- Sotto altra stella, 1996
- Scemo d'amore: racconti, 1998
- I litosauri, 1999
- Senza titolo, 2001
- Matracci e storte: novelle e novellette mercuriali, 2004
- Non mi destare, amore, 2010